# Parti du réveil national
Le Parti du réveil national (Partai Kebangkitan Bangsa ou PKB) est un parti politique indonésien. Il est dirigé par Muhaimin Iskandar (en).
Le PKB a été fondé en 1998 par Abdurrahman Wahid (dit « Gus Dur »), dirigeant musulman respecté, qui était alors à la tête de l'organisation Nahdlatul Ulama. Wahid était une des figures de l'opposition sous le régime de Soeharto.
La base du parti sont les régions rurales de Java, où l'islam est encore traditionaliste, c'est-à-dire marqué par l'importance des érudits musulmans (ouléma). Mais le PKB se veut ouvert, et ne prône pas l'instauration d'une République islamique. En ce sens, il n'est pas un parti musulman, contrairement au PPP, qui se réfère explicitement à l'islam dans son programme politique. On doit plutôt ranger le PKB aux côtés des partis dits laïques, comme le Golkar et le Parti démocratique indonésien de lutte (PDIP).

## Résultats électoraux

### Élections législatives
| Année | Voix       | %     | Sièges   | Rang | Gouvernement |
| ----- | ---------- | ----- | -------- | ---- | ------------ |
| 1999  | 13 336 982 | 12,61 | 51 / 462 | 3e   | Oui          |
| 2004  | 11 989 564 | 10,57 | 52 / 550 | 3e   | Oui          |
| 2009  | 5 146 122  | 4,94  | 27 / 560 | 7e   | Oui          |
| 2014  | 11 298 957 | 9,04  | 47 / 560 | 5e   | Oui          |
| 2019  | 13 570 097 | 9,69  | 58 / 575 | 4e   | Oui          |